# Campeonato Brasileño de Béisbol
Campeonato Brasileño de Béisbol es la máxima competición de béisbol de Brasil organizada por la Confederación Brasileña de Béisbol y Softbol (CBBS). Está compuesta por 16 equipos locales que disputan un campeonato entre los meses de octubre y noviembre, con una primera fase clasificatoria donde los equipos se encuentran divididos en cuatro grupos, de donde clasifican los dos mejores de cada grupo para disputar una semifinal (fase final en Brasil) hasta llegar a la final en donde sólo se juega un partido.

## Equipos
- Guarulhos
- Nip.Blue Jays
- Dragons
- Anhanguera
- Gigante
- Shida
- Indaiatuba
- Coopercotia
- Gecebs
- São Paulo
- Suzano
- Atibaia
- Presidente Prudente
- Cuiabá
- Campo Grande
- Dourados